# 털세포 백혈병
털세포 백혈병(hairy cell leukemia, HCL)은 비정상적인 B세포가 축적되는 것이 특징인 희귀 혈액암이다. 대개 만성 림프구성 백혈병(CLL)의 아형으로 분류된다. 털세포 백혈병은 전체 백혈병의 약 2%를 차지하며, 연간 북아메리카와 서유럽을 합쳐 2,000명보다 적은 환자가 새로 진단된다.
털세포 백혈병은 1920년대 문헌 등에서는 본래 조직구성 백혈병(histiocytic leukemia), 악성 망상구증(malignant reticulosis), 림프성 골수섬유증(lymphoid myelofibrosis) 등으로 기술되었다. 이전에는 백혈병 망상내피증(leukemic reticuloendotheliosis)이라는 이름이 붙어 있었으며, 이후 1958년 오하이오 주립 대학교 의과대학 소속의 베르타 부롱클(Bertha Bouroncle)과 그 동료들이 이 병에 대한 지식을 크게 진보시켰다. 털세포 림프종이라는 이름은 1966년 처음 만들어졌는데, 이러한 이름은 현미경으로 관찰했을 때 악성 B세포의 모습이 "털이 많은" 모양새를 하고 있는 점에서 유래되었다.

## 증상 및 징후
털세포 백혈병에서 "털세포"(hairy cells)는 악성 B세포로, 골수에 축적되어 정상적인 백혈구, 적혈구, 혈소판의 생성을 방해한다. 결과적으로 털세포 백혈병 환자는 백혈구감소증으로 인한 감염, 빈혈과 적혈구 감소로 인한 피로감, 혈소판 수 감소로 인한 출혈 경향 등을 보일 수 있다.
털세포 백혈병 환자의 혈소판 기능이 다소 손상되는 경우도 있으나, 이것이 어떤 임상적으로 중대한 효과를 일으키는 것으로 보이지는 않는다.
종양 부하(tumor burden)이 큰 환자들은 콜레스테롤 농도가 다소 내려가기도 하는데, 특히 비장비대가 있는 환자에서 더욱 그런 경향을 보인다.

## 원인
다른 여러 암들과 마찬가지로 털세포 백혈병의 원인은 알려져 있지 않다. 담배 연기, 전리 방사선, 산업용 화학물 (경유는 예외일 수 있음) 등에 노출되는 것은 털세포 백혈병의 발생 위험을 높이지 않는 것으로 추정된다. 일부 연구에서 농업과 원예업은 털세포 백혈병의 발생 위험과 상관관계를 보인다고 밝혔으나, 이것이 인과관계를 암시하는 것은 아니다.
2011년의 연구에서는 47명의 털세포 백혈병 환자를 연구 대상으로 BRAF V600E 체세포 돌연변이가 모든 환자에서 확인된다는 것을 밝혔다.
미국 의학원(IOM)은 제초제 노출과 이후 만성 B세포 백혈병과 림프종 발생 간의 상관관계를 발견하였다. 미국 의학원 보고서에서는 동물 연구나 인간 연구 어느 쪽에서도 제초제와 털세포 백혈병이 특히 관련되어 있지는 않았다고 강조했다. 그러나 만성 림프구성 백혈병과 비호지킨 림프종의 자료를 통해 추정한 결과, 털세포 백혈병이나 다른 희귀 B세포 종양이 이러한 위험 인자를 공유할 수 있다고 결론 내렸다.
사람T세포림프친화바이러스 2형(HTLV-2)이 적은 수의 변이형 털세포 백혈병 환자에서 분리되기도 하였다. 1980년대, HTLV-2는 T세포 림프구증식성 질환 환자에서 분리되었던 바이러스로, 이 환자는 이후 털세포 백혈병에 걸렸으나 털세포 클론에서는 HTLV-2가 발견되지 않았다. HTLV-2가 털세포 백혈병을 포함한 그 어떠한 혈액의 악성 종양을 일으킨다는 근거는 현재까지 존재하지 않는다.

## 병태생리학
털세포 백혈병에서 나타나는 범혈구감소증는 주로 골수 부전과 비장비대로 인해 발생한다. 골수의 부전은 털세포의 축적과 골수의 레티큘린 섬유화로 인해 주로 발생하며, 조절 과정에 이상이 생긴 채 사이토카인이 생산되며 유해한 효과를 일으키는 것도 이에 기여한다. 비장비대는 비장 내에서 건강한 혈구들을 격리시키고 파괴하면서 혈구의 수를 감소시킨다.
털세포는 거의 성숙이 끝난 B세포로, VH 유전자 분화의 소견을 보이는 활성화 상태의 클론성 세포이다.  또한 털세포는 혈장으로 이동하기 전 변연부의 B세포, 또는 기억 B세포와 관련되어 있을 수 있다.
털세포 백혈병에서는 사이토카인 생산이 방해를 받는다. 털세포는 종양괴사인자 알파를 생산하며 보다 풍족하게 만든다. 또한 종양괴사인자 알파는 골수에서 건강한 혈구가 만들어지는 것을 억제한다.
정상적인 B세포와 달리, 털세포는 인터루킨 2 수용체(IL-2R)라는 면역계 단백질을 발현하여 분비한다. HCL-V에서는 IL-2R의 일부만이 발현된다. 그 결과, 혈청 내 IL-2R 양이 어떻게 변화하는지를 측정하여 질환의 상태를 감시할 수 있다.
털세포는 T세포가 정상적으로 생산하는 일부 사이토카인에 반응하여 성장이 증가할 수 있다. 인터페론 알파로 치료할 시 T세포에서 이러한 전성장(pro-growth) 사이토카인이 생산되는 것을 억제할 수 있다. 흔히 클라드리빈이나 펜토스타틴 치료 후에 볼 수 있는 T세포 수의 감소와 사이토카인 감소는 털세포 수의 감소로 이어진다.

## 진단
일반 혈액 검사(CBC)의 결과에 이상이 있다면 털세포 백혈병의 진단에 도움이 될 수 있으나, 확진을 위해서는 추가 검사가 필수이다. 털세포 백혈병 환자의 CBC 결과에서는 백혈구, 적혈구, 혈소판 수가 줄어드는 것이 일반적이다. 그러나, 만일 혈액 내에 털세포 수가 많다면 림프구의 수가 적거나 심지어는 증가하는 경우도 있을 수 있다.
신체검사에서는 80~90%의 환자가 비장비대 소견을 보이며 아주 심한 경우도 있다. 초기에 진단하는 경우 비장비대가 생겼을 가능성은 보다 낮다. 말초의 림프절병증 (림프절의 비대)는 전체 환자의 5% 미만에서 나타나 비교적 드물다. 그러나 복부 림프절병증은 CT 스캔에서 비교적 흔하게 나타나는 소견이다.

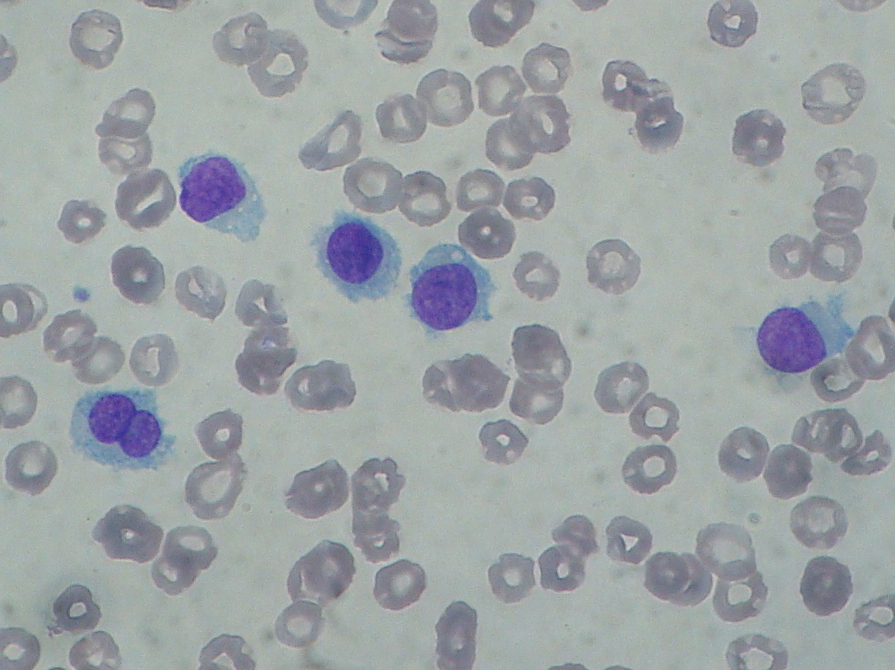
털세포 백혈병. 현미경으로 관찰했을 때 이상이 있는 B세포가 털이 난 것처럼 보인다.

가장 중요한 검사 소견은 혈액 내 털세포이다. 털세포는 세포질에 털이 자라는 것처럼 보이는 비정상적인 백혈구로, 혈액도말이나 골수 생검 표본에서 찾아낼 수 있다. 혈액도말 검사 시 혈구를 라이트 염색을 통해 염색하여 현미경으로 관찰한다. 이렇게 검사를 실시했을 때 털세포는 전체 환자의 85%에서 발견된다.
대부분의 환자는 최종 진단을 위해 골수 생검이 필요하다. 털세포 백혈병이 있다는 것을 확진하며, 동시에 비장변연부림프종이나 B세포 전림프구백혈병(B-PLL) 등 다른 질환이 없는 것도 확인하기 위해 골수 생검을 실시한다. 확진을 위해 세포를 TRAP(타르타르산 저항성 산성인산분해효소)라는 특수 염색을 이용하여 염색할 수 있다. 최근에는 DB44 검사로 더 정확한 결과를 얻을 수 있다.
한편 혈액이나 골수에서 유세포 분석을 통해 털세포 백혈병을 확진하는 것 역시 가능하다. 털세포는 CD19, CD20, CD22, CD11c, CD25, CD103, FMC7 항원 등에 양성을 보인다. CD103, CD22, CD11c은 강하게 발현된다.
일부 특징을 B세포 전림프구백혈병과 공유하는 변이형 털세포 백혈병(hairy cell leukemia-variant, HCL-V)은 CD25를 발현하지 않는다.
감별진단이 필요한 질환에는 골수황폐증이나 재생불량성 빈혈과 같은 여러 종류의 빈혈, 그리고 저형성 골수이형성증후군, 비정형 만성 림프구성 백혈병, B세포 전림프구백혈병, 특발성 골수섬유증 등의 대다수 혈액 종양이 있다.

## 역학
털세포 백혈병은 아주 희귀한데, 일생 동안 10,000명당 1명보다 적은 수의 사람이 털세포 백혈병에 걸린다. 여성보다 남성이 털세포 백혈병에 걸릴 가능성이 4~5배 정도 높다. 미국의 경우 연간 발병률은 대략 연간 남성 100만 명 중 3명, 여성 100만 명 중 0.6명이다.
대다수 환자는 50세 이상의 백인 남성이나, 10대에서 발병한 경우도 존재한다.  유럽 계통보다 아프리카나 아시아 계통에서 발병률이 낮다.
유전성으로 추정되지는 않으나, 유전적 소인을 시사하는 가족 발병 사례가 간혹 보고되기도 했다. 이때 거의 모두가 공통된 종류의 인간백혈구항원을 가진다.